# 中庄站
中庄站（日语：／ Nakashō eki */?）是位於岡山縣倉敷市鳥羽，西日本旅客鐵道（JR西日本）山陽本線的車站，實際上在運輸系統上也是伯備線車站。

## 歷史
由於都窪郡中庄村、庄村、菅生村、帶江村4村發起請願增設車站，位於庄村的帶江號誌站旁邊中庄村大字鳥羽開設新站。在開業初時，車站周邊都是田園地帶。
- 1915年（大正4年）4月26日 - 鐵道院山陽本線庭瀨站至倉敷站之間設置帶江號誌站。
  - 當時車站位於岡山縣都窪郡中庄村大字鳥羽。
- 1930年（昭和5年）3月11日 - 帶江號誌站升級為車站，中庄站啟用。為旅客、貨運車站。
- 1951年（昭和26年）3月28日 - 中庄村編入為倉敷市，車站位於岡山縣倉敷市鳥羽。
- 1960年（昭和35年）10月15日 - 終止貨物起卸業務。
- 1967年（昭和42年）2月1日 - 隨著倉敷市（第二次）成立，車站位於岡山縣倉敷市鳥羽。
- 1986年（昭和61年） - 綠色窗口開始營業。
- 1987年（昭和62年）4月1日 - 伴隨國鐵分割民營化，車站由西日本旅客鐵道（JR西日本）營運。
- 1994年（平成6年）2月10日 - 車站大樓重建。新設南出口，並設有南北公眾通道，成為橋上車站。
- 2007年（平成19年）
  - 5月27日 - 引入可接受ICOCA的自動閘機（日语：自動改札機）。
  - 9月1日 - 此站可以使用ICOCA。
- 2016年（平成28年） 
  - 3月1日 - 南北公眾通道。於南出口、北出口各設有1部升降機。
  - 4月20日 - 隨著引入CTC[1][2]，南北閘口與月台設置了LED式列車出發資訊牌。

## 車站構造

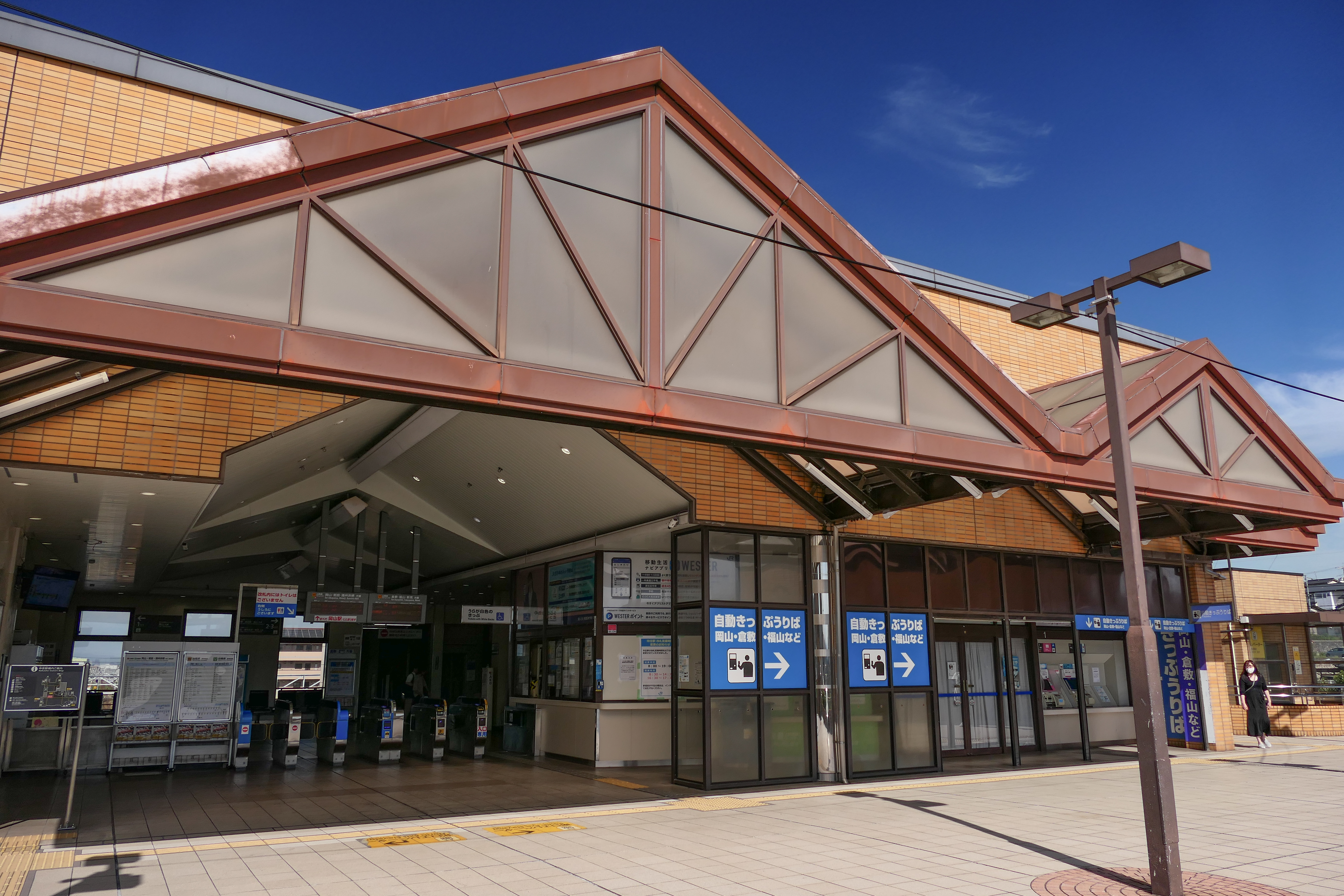
車站入口(2023年7月)

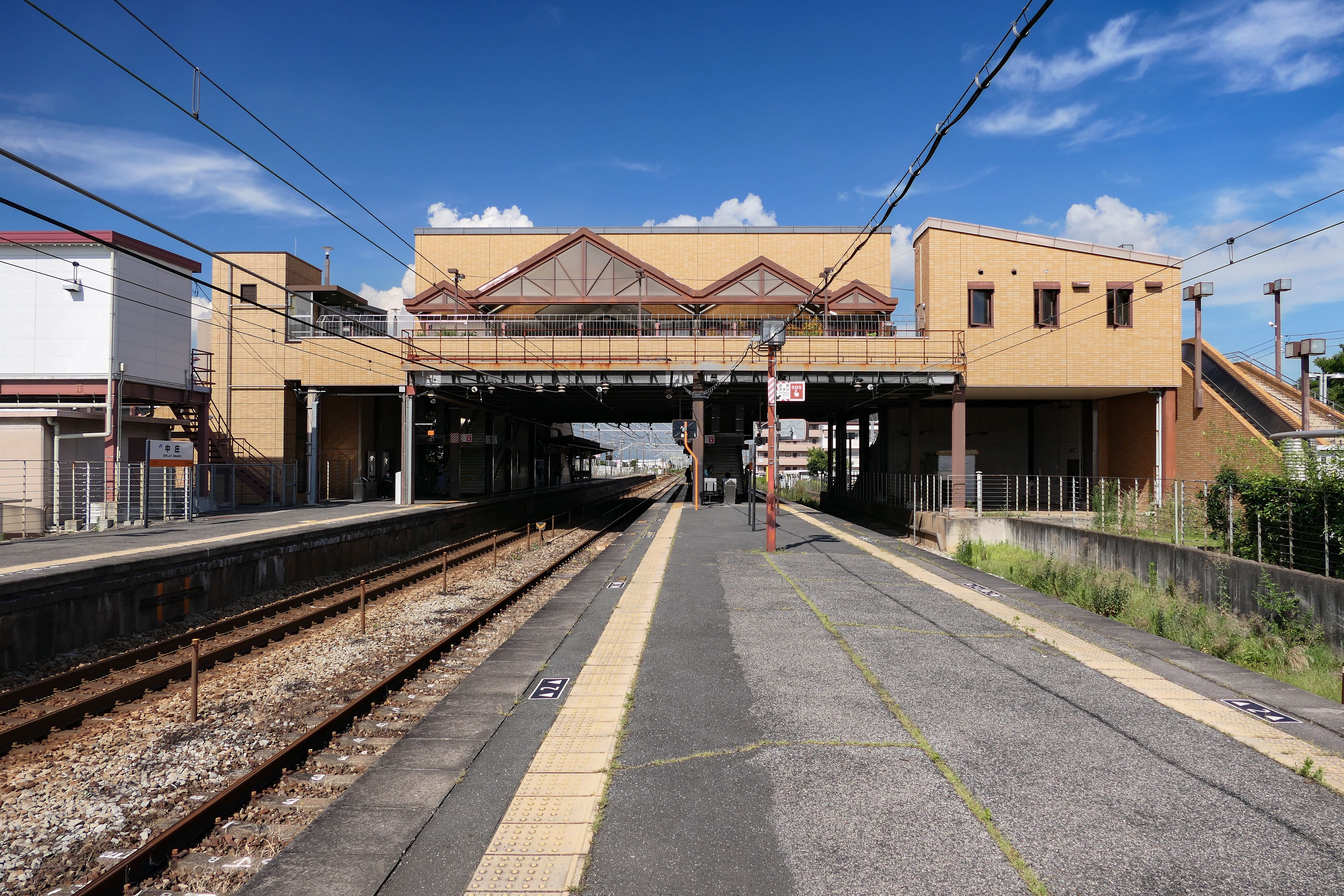
月台(2023年7月)

車站為一座設有跨站式站房的地面車站，設有1面1線的單式月台與1面2線的島式月台，合共設有2面3線的混合式月台。1號月台為單式月台，2、3號月台為島式月台。1號月台為上行本線，3號月台為下行本線，2號月台為中線，2號月台沒有定期旅客列車停站，慕斯卡體育館舉行活動時會有臨時列車使用2號月台，在發生事故時也會使用2號月台。
在1995年，由於岡山縣倉敷體育公園野球場（慕斯卡體育館）開幕，使此站也開始進行大規模翻新工程，包括建設現時的跨站式站房。在車站大樓外牆壁瓷磚的顏色與鄰近的川崎學園校園的顏色相似，北出口樓梯側設有人工瀑布。
此站設有包括電梯等無障礙設備。另外，由於此站上下車人次超越5,000人，為交通無障礙法的對象車站，因此在2009年（平成21年）10月10日起，大堂與月台增設升降機，在2016年（平成28年）3月1日，南北車站站前廣場與車站大堂、公眾通道中增設升降機。
此站為直營車站（由倉敷站管理的地區車站，設有站長）。在閘口前設有廣寬空間，當中設有廁所。另外，車站可以使用ICOCA與其互相可以使用的IC卡，設有1台IC卡專用自動閘機（出閘專用）。此外，車站內設有2台可支援ICOCA的售票機、1台綠色售票機與1台ICOCA增值機。

### 月台
| 月台 | 路線                     | 上下行       | 方向                     |
| ---- | ------------------------ | ------------ | ------------------------ |
| 1    | 山陽本線 （包含 伯備線） | 上行         | 岡山、姬路、播州赤穗方向 |
| 2    | （臨時月台）             | （臨時月台） | （臨時月台）             |
| 3    | 山陽本線                 | 下行         | 倉敷、福山方向           |
| 3    | 伯備線                   | 下行         | 倉敷、備中高梁、新見方向 |

## 使用狀況

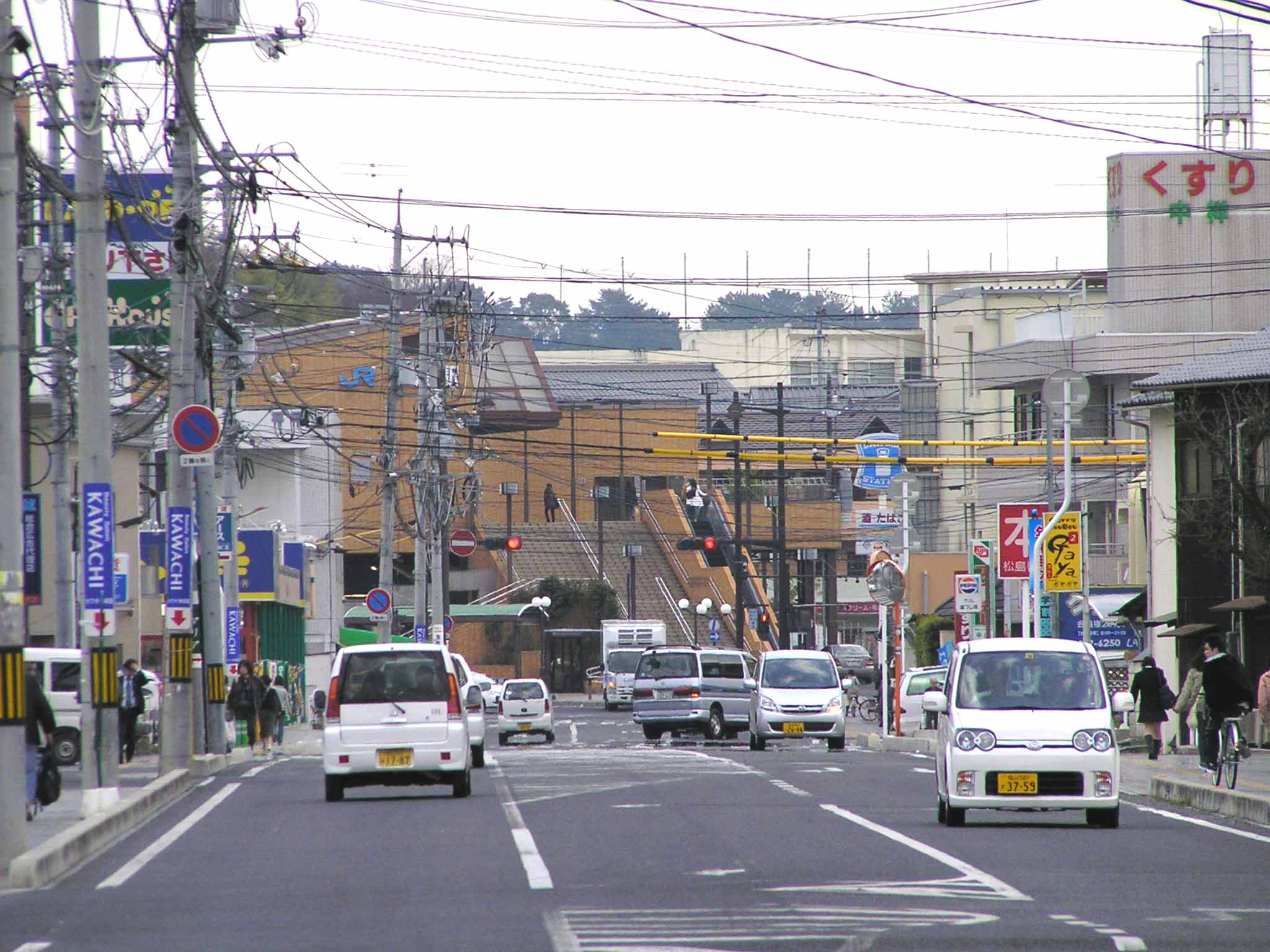
站前通

在早上和黃昏會設有來自岡山、倉敷方向的通勤、上學乘客，前往車站周邊的川崎學園或倉敷高校、岡山中學・高校、清心女子中學・高校等。此站雖然位於倉敷市，但是也有來自都窪郡早島町北部的乘客使用此站。另外此站最接近倉敷慕斯卡體育館的車站，在舉行日本棒球機構比賽時，快速「太陽快車」會臨時停車，也另外增設臨時列車班次。
此站是其中一個最接近岡山縣綜合流通中心與Convex岡山的車站，連接該處的巴士路線班次很少，因此可使用的士前往。但是，當該處設有大規模活動時，設有頻密的臨時穿梭巴士連接此站至Convex岡山。臨時穿梭巴士只限活動主辦機構自行安排，並只於活動期間運行。
以下為近年1日平均乘車人次：
| 年度               | 乘車人次 | 乘車人次 | 乘車人次 | 參考資料 |
| 年度               | 普通     | 定期票   | 合計     | 參考資料 |
| ------------------ | -------- | -------- | -------- | -------- |
| 1997年（平成09年） | 2,241    | 4,469    | 6,710    | [ 6 ]    |
| 1998年（平成10年） | 2,230    | 4,480    | 6,710    | [ 7 ]    |
| 1999年（平成11年） | 2,263    | 4,374    | 6,637    | [ 8 ]    |
| 2000年（平成12年） | 2,116    | 4,332    | 6,448    | [ 9 ]    |
| 2001年（平成13年） | 2,145    | 4,382    | 6,527    | [ 10 ]   |
| 2002年（平成14年） | 2,124    | 4,412    | 6,536    | [ 11 ]   |
| 2003年（平成15年） | 2,165    | 4,330    | 6,495    | [ 12 ]   |
| 2004年（平成16年） | 2,114    | 4,288    | 6,402    | [ 13 ]   |
| 2005年（平成17年） | 2,158    | 4,342    | 6,500    | [ 14 ]   |
| 2006年（平成18年） | 2,128    | 4,371    | 6,499    | [ 15 ]   |
| 2007年（平成19年） | 2,160    | 4,394    | 6,554    | [ 16 ]   |
| 2008年（平成20年） | 2,150    | 4,455    | 6,605    | [ 17 ]   |
| 2009年（平成21年） | 2,022    | 4,478    | 6,500    | [ 18 ]   |
| 2010年（平成22年） | 2,040    | 4,533    | 6,573    | [ 19 ]   |
| 2011年（平成23年） | 2,123    | 4,652    | 6,775    | [ 20 ]   |
| 2012年（平成24年） | 2,176    | 4,785    | 6,962    | [ 21 ]   |
| 2013年（平成25年） | 2,232    | 4,932    | 7,164    | [ 22 ]   |
| 2014年（平成26年） | 2,244    | 4,920    | 7,164    | [ 23 ]   |
| 2015年（平成27年） | 2,321    | 5,036    | 7,357    | [ 24 ]   |
| 2016年（平成28年） | 2,373    | 5,168    | 7,541    | [ 25 ]   |
| 2017年（平成29年） | 2,374    | 5,299    | 7,673    | [ 26 ]   |

## 巴士路線
- 圖例
  - ■ 岡電巴士
  - ■ 下電巴士（日语：下津井電鉄）
  - ■ 兩備巴士（日语：両備バス）

| 種類 | 路線編號、路線名                                         | 目的地、方向                                           | 備註                 |
| ---- | -------------------------------------------------------- | ------------------------------------------------------ | -------------------- |
| 一般 | ■001,E54 岡山、中庄線                                    | （經川崎醫大前、下撫川、天滿屋）岡山站東出口           |                      |
| 一般 | ■001,E54 岡山、中庄線                                    | （經川崎醫大前、下撫川、北長瀨站、天滿屋）岡山站東出口 |                      |
| 一般 | ■E56                                                     | （經Convex岡山、下撫川、北長瀨站）岡山站東出口         | 只限平日服務         |
| 一般 | ■78 中庄線                                               | （經中庄團地）倉敷站前                                 |                      |
| 一般 | ■77 中庄線                                               | （經中庄團地、倉敷站前）倉敷成人病中心                 |                      |
| 一般 | T01 庄新町地區社區的士「中吉號」（页面存档备份，存于）※1 | 庄新町                                                 | 只限平日、星期六服務 |
| 一般 | T07 Itopia社區的士「幸福號」（页面存档备份，存于）※2     | Itopia                                                 | 只限平日、星期六服務 |
| 指定 | ■ 清心中學·清心女子高等學校校巴                          | 清心中學·清心女子高等學校                              | 只限上學日運行       |
| 指定 | ■ 岡山中學·高等學校校巴                                  | 岡山中學·高等學校                                      | 只限上學日運行       |

- ※1：由庄新町地區合乘的士運營委員會營運，並委托平和的士（日语：平和タクシー (岡山県)）運行（預約制，星期日及假期暫停服務）
- ※2：由Itopia社區的士運營委員會營運，並委托平和的士運行（預約制，星期日及假期暫停服務）

## 相鄰車站
西日本旅客鐵道
 山陽本線、 伯備線（岡山站至倉敷站之間為山陽本線）
■快速「太陽快車」
通過
■普通
庭瀨－中庄－倉敷

## 注腳
1. ↑  .   [2020-03-24]. （原始内容存档于2020-03-24）.
2. ↑  .   [2020-03-24]. （原始内容存档于2020-03-24）.
3. ↑  倉敷市内鉄道駅バリアフリー施設整備状況 （页面存档备份，存于） - 倉敷市官方網站
4. ↑  . 岡山縣.   [2019年3月24日]. （原始内容存档于2019年3月24日）.
5. ↑  .   [2020-03-24]. （原始内容存档于2020-01-15）.
6. ↑  平成9年岡山県統計年報PDF
7. ↑  平成10年岡山県統計年報PDF
8. ↑  平成11年岡山県統計年報PDF
9. ↑  平成12年岡山県統計年報PDF
10. ↑  平成13年岡山県統計年報PDF
11. ↑  .   [2020-03-24]. （原始内容存档于2016-03-04）.
12. ↑  .   [2020-03-24]. （原始内容存档于2016-03-04）.
13. ↑  .   [2020-03-24]. （原始内容存档于2016-03-04）.
14. ↑  .   [2020-03-24]. （原始内容存档于2016-03-04）.
15. ↑  .   [2020-03-24]. （原始内容存档于2016-03-04）.
16. ↑  .   [2020-03-24]. （原始内容存档于2016-03-04）.
17. ↑  .   [2020-03-24]. （原始内容存档于2016-03-04）.
18. ↑  .   [2020-03-24]. （原始内容存档于2016-03-04）.
19. ↑  .   [2020-03-24]. （原始内容存档于2016-01-20）.
20. ↑  .   [2020-03-24]. （原始内容存档于2016-03-04）.
21. ↑  .   [2020-03-24]. （原始内容存档于2016-03-04）.
22. ↑  .   [2020-03-24]. （原始内容存档于2015-09-07）.
23. ↑  .   [2020-03-24]. （原始内容存档于2017-12-07）.
24. ↑  .   [2020-03-24]. （原始内容存档于2018-08-09）.
25. ↑  .   [2020-03-24]. （原始内容存档于2018-04-13）.
26. ↑  .   [2020-03-24]. （原始内容存档于2019-03-24）.

## 外部連結
- 中庄｜車站資訊：JR出門網 - 西日本旅客鐵道